# ویف نیکویست
ویف نیکویست (انگلیسی: Vaadjuv Nyqvist; ۵ اکتبر ۱۹۰۲ – ۱ ژانویهٔ ۱۹۶۱) قایقران، و قایقران قایق بادبانی اهل نروژ بود.